# Caminata
Caminata (emilián nyelven Caminä) település Olaszországban, Emilia-Romagna régióban, Piacenza megyében. Lakosainak száma 244 fő (2018. január 1.). Caminata Canevino, Nibbiano és Ruino községekkel határos.

## Népesség
A település népességének változása:

| 2017 | 250 |
| 2018 | 244 |